# Rosario (La Union)
Rosario ist eine Stadtgemeinde in der philippinischen Provinz La Union und liegt am Golf von Lingayen. Im Jahre 2015 zählte sie 55.458 Einwohner. Das Gelände ist teilweise hügelig und steigt von West nach Ost immer weiter an.
Rosario ist in folgende 33 Baranggays aufgeteilt:
| - Alipang - Ambangonan - Amlang - Bacani - Bangar - Bani - Benteng-Sapilang - Cadumanian - Camp One - Carunuan East - Carunuan West | - Casilagan - Cataguingtingan - Concepcion - Damortis - Gumot-Nagcolaran - Inabaan Norte - Inabaan Sur - Nagtagaan - Nangcamotian - Parasapas - Poblacion East | - Poblacion West - Puzon - Rabon - San Jose - Marcos - Subusub - Tabtabungao - Tanglag - Tay-Ac - Udiao - Vila |